# Велькоборский, Николай Вячеславович
Николай Вячеславович (Венцеславович) Велькоборский (ок. 1846 — 1893) — гласный Одесской городской думы.
Сын одесского уездного врача, доктора медицины Венцеслава Венцеславовича Велькоборского (1799—?).
Родился в Одессе. Учился во 2-й одесской гимназии, которая была тогда в составе Ришельевского лицея. При открытии Новороссийского университета был зачислен в 1865 году на естественное отделение физико-математического факультета, который окончил в 1869 году.
До 1878 года преподавал, сначала естественную историю в Институте благородных девиц, позже — в Мариинской женской гимназии. С 1874 года был директором городского сиротского дома.
В сентябре 1878 года Велькоборский был избран кандидатом в члены одесской городской управы, в марте 1879 года после выхода из состава управы Г. Г. Штапельберга стал исправлять его должность, а в ноябре 1881 года был избран членом управы (в которой заведовал строительным отделением), после чего неоднократно бессменно избирался на эту должность. В 1885 и 1889 годах он избирался гласным городской думы, был членом ряда комиссий, членом попечительного совета городских женских гимназий, членом многих городских комиссий.
Как беспристрастный и честный человек Велькоборский пользовался большой любовью и популярностью в общественных кругах города. После его смерти в 1893 году указывалось: «память о нем сохранит Одесса как о самом усердном ревнителе по вопросу устройства санитарной части. Институт врачей для бедных возник по проекту покойного».
Был награжден орденами Св. Станислава 3-й ст. и Св. Анны 3-й ст.
Был женат на Лидии Михайловне, урожденной Дитерихс (?—1918), дочери действительного статского советника, доктора медицины, начальника Одесского карантинного округа Михаила Карловича Дитерихса (1812—1873). Жили они в доме брата жены М. М. Дитерихса на Софиевской улице (д. 3), который позже перешёл в её владение.